# Shine (Wale)
Shine è il quinto album in studio del rapper statunitense Wale, pubblicato nel 2017. 

## Tracce
1. Thank God – 3:10
2. Running Back (featuring Lil Wayne) – 3:35
3. Scarface Rozay Gotti – 5:02
4. My Love (featuring Major Lazer, Wizkid & Dua Lipa) – 3:48
5. Fashion Week (featuring G-Eazy) – 3:57
6. Colombia Heights (Te Llamo) (featuring J Balvin) – 3:47
7. CC White – 4:14
8. Mathematics – 4:02
9. Fish n Grits (featuring Travis Scott) – 2:57
10. Fine Girl (featuring Davido & Olamide) – 4:35
11. Heaven on Earth (featuring Chris Brown) – 3:47
12. My PYT – 3:56
13. DNA – 3:44
14. Smile (featuring Phil Adé & Zyla Moon) – 4:46